# Two of Us (Two-of-Us-Lied)
Two of Us ist ein Lied von Two of Us. Es wurde im Oktober 1985 als Nachfolgesingle von Blue Night Shadow veröffentlicht, konnte mit Platz 36 in Deutschland jedoch nicht ganz an deren Erfolg anknüpfen.

## Entstehung und Veröffentlichung
Der Song wurde von Hubert Kemmler alias Hubert Kah (Musik) gemeinsam mit Ulrich Herter geschrieben und von den beiden auch produziert. Der Songtext, den Timothy Touchton schrieb, handelt von einer Zweierbeziehung, in der die beiden Partner „in love and crime“, „in Liebe und Verbrechen“, zusammenhalten. Beim schnellen Synthie-Pop-Song, der Elemente des Hi-NRG aufnimmt, steuerte Hubert-Kah-Gitarrist Markus Löhr ein „Happy-Metal-Riff“ bei.
Im Oktober 1985 erschien die Single bei Blow Up Records. Die B-Seite enthält den Song Neige d’amour (Instrumental). Die 7"-Version erschien auch auf dem Album Twice as Nice. Die 12"-Single enthält die 5:50 Minuten lange Extended Version. Die Erstauflage wurde in rotem Vinyl ausgeliefert. Die Band führte den Song diverse Male live auf, so unter anderem bei Formel Eins (Folge 105). Am 30. November 1985 trat sie damit bei Peters Pop Show in der Dortmunder Westfalenhalle auf, die in zahlreiche Länder weltweit übertragen wurde.